# Баалшамін

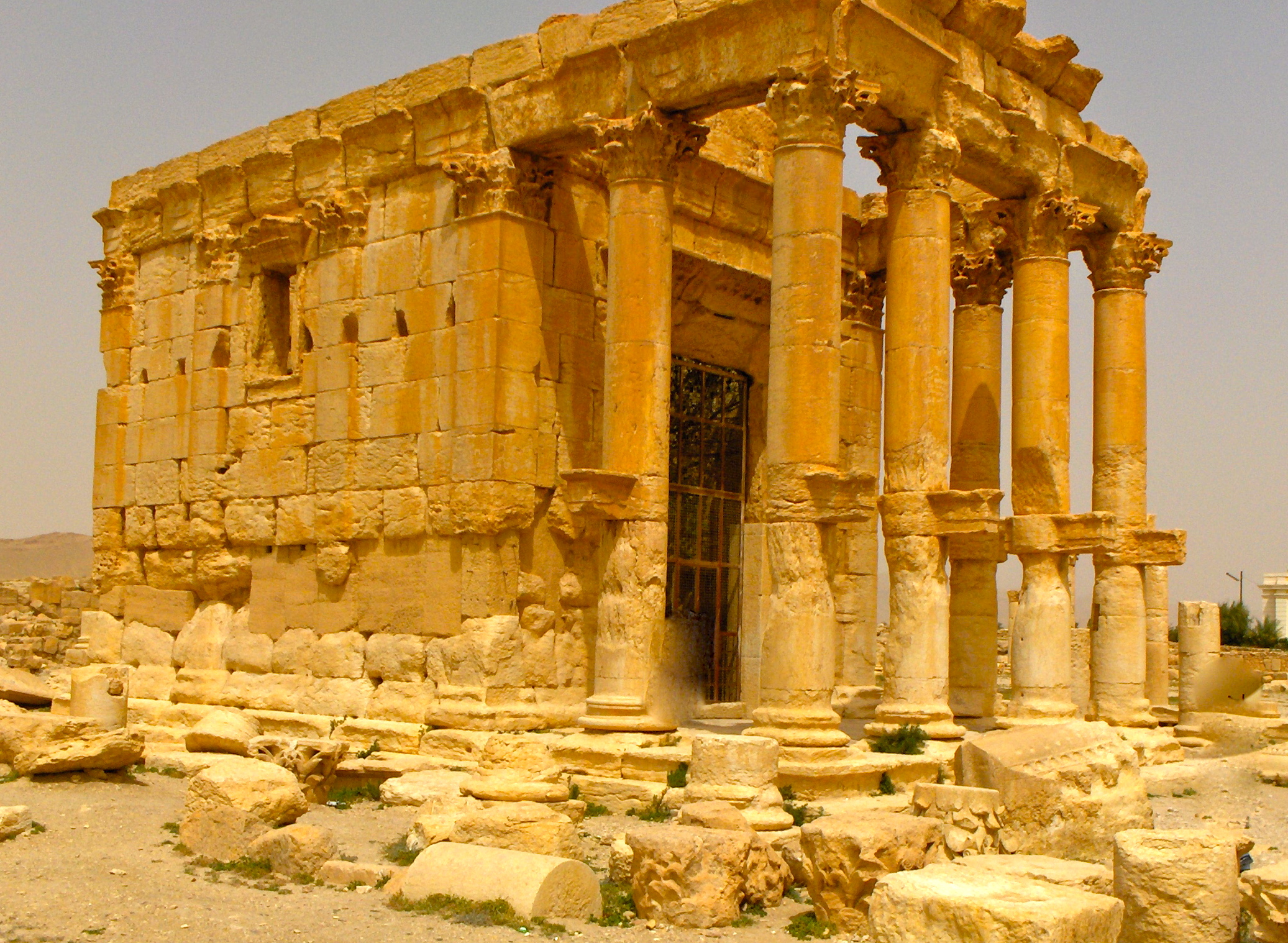
Храм Баалшаміна в Пальмірі

Баалшамем (ханаанейсько-аморейськ. ܒܥܠ ܫܡܝܢ Баал + шамем (небо); арам. Баалшамін, фінік. 𐤁𐤏𐤋 𐤔𐤌𐤌, дав-євр. בַּעַל שָׁמַיִם дав-євр. בַּעַל שָׁמַיִם ‎ Бааль Шамаім), араб. Баалсамин ‎ - «господар небес») - у західносемітській міфології — бог неба, іноді - бог сонця.
Поклонялися в різний час у різних місцях у стародавньому Близькому Сході, особливо в Ханаані/Фінікії та Сирії. Атрибутами бога були орел та блискавка.
Шанувався у Пальмірі до II—III ст., в Едесі навіть у V ст.

## Імена
Найуживаніші імена бога - Баалшамін і Бааль Шамем. Серед інших варіацій - Балсамем, Балсамін, Балшамем, Бельшим.
Спочатку Баалшамін — титул бога Адада (близько 2 тис. до н. е., проте пізніше (бл. 1 тис. до н. е.) став самостійним божеством.